# ワーグナー作品目録
ワーグナー作品目録（独: Wagner-Werke-Verzeichnis, WWV）は、ジョン・デスリッジが作成した、リヒャルト・ワーグナーの作品の目録である。

## 概要
1番から113番までの番号が付されており、この番号は作品番号のかわりになるものとして、作品の同定に用いられる。